# دانشگاه جنوب غربی
دانشگاه جنوب غربی یک دانشگاه خصوصی مسیحی واقع در هابز، نیومکزیکو است. این دانشگاه در سال ۱۹۶۲ تحت عنوان کالج جنوب غربی ثبت شد، اگرچه این کالج چندین سال قبل به عنوان یک مؤسسه آموزشی باپتیست دو ساله وجود داشت. دانشگاه جنوب غربی مدرک لیسانس در رشته‌های هنر و علوم، تجارت و آموزش اعطا می‌کند. این دانشگاه همچنین برنامه MBA و کارشناسی ارشد علوم را ارائه می‌دهد. توسط کمیسیون آموزش عالی تأیید شده‌است.